# Rhinolophus virgo
Rhinolophus virgo es una especie de murciélago microquiróptero de la familia Rhinolophidae.

## Distribución
Es endémica de Filipinas.